# Oscar Harrison

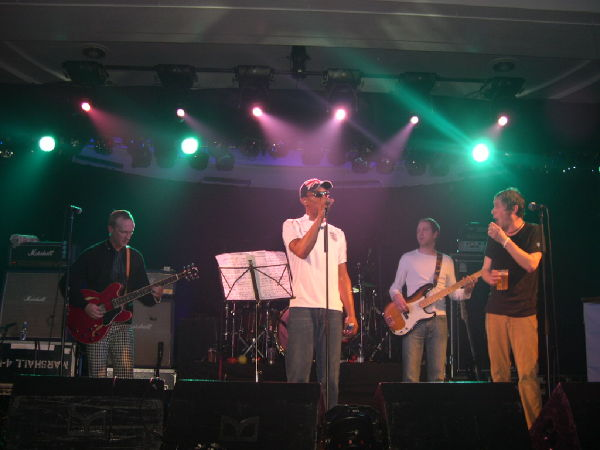
Oscar Harrison en un concierto en Leeds.

Oscar Harrison (nacido el 15 de abril de 1965 en Birmingham, Inglaterra) es el batería y pianista de la banda de britpop inglesa Ocean Colour Scene. Ocasionalmente además, ha prestado su voz en algunas canciones de la banda. 
Harrison comenzó su carrera en la banda de reggae Echo Base, la cual fichó por la misma discográfica que los UB40 con los que llegaron a compartir gira. A pesar de que llegaron a publicar un álbum, la banda acabó separándose poco después por lo que Harrison comenzó a tocar con The Fanatics que con el tiempo se convirtieron en Ocean Colour Scene.
A pesar de que su función principal en el grupo es la de batería, hizo su debut vocal en el álbum A Hyperactive Workout For The Flying Squad, donde llevó la voz principal en la versión del tema de Bob Andy,  My Time.